# Пигс Пик
Пигс Пик (енгл. Piggs Peak) је град на сјеверозападу  Есватинија. Основан је око  1884. године у вријеме потраге за златом, али главна  привредна грана данас је  шумарство. У близини града леже водопади Фофоњани. Пигс Пик Касино (Piggs Peak Casino) је добио име по овом подручју.
Године 2001. завршен је 115 метара висока брана Магуга на ријеци Комати, 12 киломентара јужно од града Коматија. 25° 56′ 51.41″ S 30° 4′ 52.74″ E / 25.9476139° Ј; 30.0813167° И. 
Пигс Пик је добио име по раном становнику, Вилијему Пигу, који је на овом подручју открио златну жицу  26. марта 1884. године. 

## Демографија
Према подацима пописа становништва 1997. град је имао 4.581 становника..
Кретање броја становника града:
| 1986  | 1997  | 2013  |
| ----- | ----- | ----- |
| 3.223 | 4.581 | 4.568 |